# 那連提耶舍
那連提耶舍489年—589年，隋言尊稱，是北印度烏場國人。
譯有《大寶積經‧菩薩見實會》、《大方等大集經‧日藏品》、《大方等大集經‧月藏品》、《月燈三昧經》、《佛說施燈功德經》。

## 生平
那連提耶舍十七歲的時候發心出家，親近有名的善知識，聽聞正確的教導。二十一歲的時候受具足戒，聽到諸多長老讚歎佛陀的遺蹟，因而周遊諸國，禮拜佛蹟。

四十歲的時候，受到北齊文宣帝禮敬，安置於天平寺中, 從事翻譯佛經的工作。後來周武攻破北齊，破壞佛教，那連提耶舍外面穿著俗服，裡面穿著三衣，逃避東西，不甚安寧。
隋開皇之始，受請前往大興善寺，再度從事譯經。開皇九年示現圓寂，享壽百歲。

## 聖蹟異事
- 那連提耶舍曾與六人結伴，想要經過雪山，路途中間遇見人鬼二路，二路道前有石像指路。耶舍一行人見石像指路行到人道，然有一人錯入鬼道。耶舍發覺以後, 口誦觀音神呪, 百步追及，但卻為時已晚，不勝能救, 自以呪力, 得免斯厄。又逢山賊，專念前呪，便蒙靈衛，最後總算度過雪山。[4]
- 那連提耶舍長相奇特，頭頂有肉髻，耳朵長且聳，眼睛在正中央，異於常人，非常特殊。[8]有精通相術的相士預告說，耶舍的壽命會到百歲，還會成為仙人。[9]

## 譯經貢獻
生平所翻譯的經論，總共有一十五部八十餘卷。

- 《大寶積經‧菩薩見實會》
- 《大方等大集經‧日藏品》
- 《大方等大集經‧月藏品》
- 《月燈三昧經》
- 《佛說施燈功德經》
- 《堅固女經》
- 《大莊嚴法門經》